# ヴィーチ商会

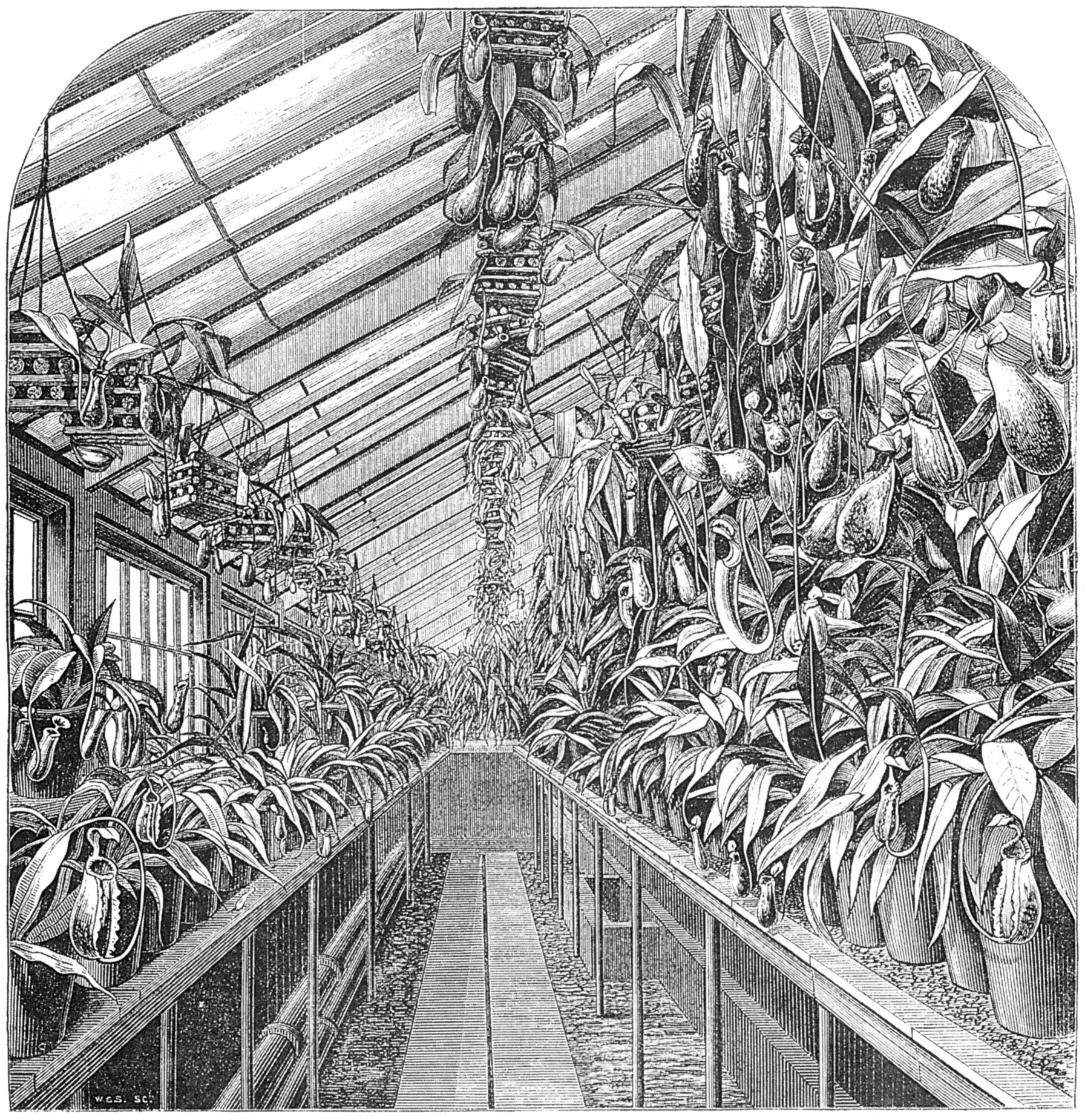
『ガーデナーズクロニクル』の1872年の図版に描かれた温室

ヴィーチ商会（ヴィーチしょうかい、Veitch and Sons）は、イギリスの19世紀の園芸業者である。スコットランド出身のジョン・ヴィーチが1808年ころに創立し、19世紀を通じて、多くのプラントハンターとよばれる人々を世界各地に派遣し、世界中の珍しい植物を集め、栽培した。

## 概要
創立者はスコットランド出身のジョン・ヴィーチ(1752-1839)で、庭師の仕事を始め、1770年代にエクセターに移ってKillerton邸の庭園の設計、維持の仕事を行った。1808年に、Dyke Acland准男爵の園芸部門の執事 "land stewart"になった。土地を借りて樹木の栽培と販売を始め、さらに借りた土地を広げ、1832年にエクセターのラドフォードに商売の拠点を移した。息子のジェームズ・ヴィーチ(1792–1863)と孫のジェームズ・ヴィーチ・ジュニア(1815–1869) も優れた後継者となった。エクセターとチェルシーに支社を設けた。世界各国にプラントハンターを派遣し、有名なプラントハンターにはトーマス・ロブ（Thomas Lobb）とウィリアム・ロブ（William Lobb）のロブ兄弟やデービッド・ボーマンらがいる。毎年5月にチェルシーで開催されるチェルシーフラワーショーの基礎を作った。
第一次世界大戦の勃発までに、ヴィーチ商会は、新種の植物や新たに交配した植物の1281種を栽培した。498種は温室植物で、232種のラン、153種の落葉樹など、122種の草木、118種のシダ、72種の常緑樹、つる植物、49種の針葉樹、37種の観賞用球根植物が含まれた。
チェルシーの支社は1914年に営業を停止するが、エクセターの支社はその後も、ピーター・ヴィーチと娘のミルドレッドによって経営が続けられたが、1968年にセントブリジット園芸（St Bridget Nurseries）に売却された。